# Art car

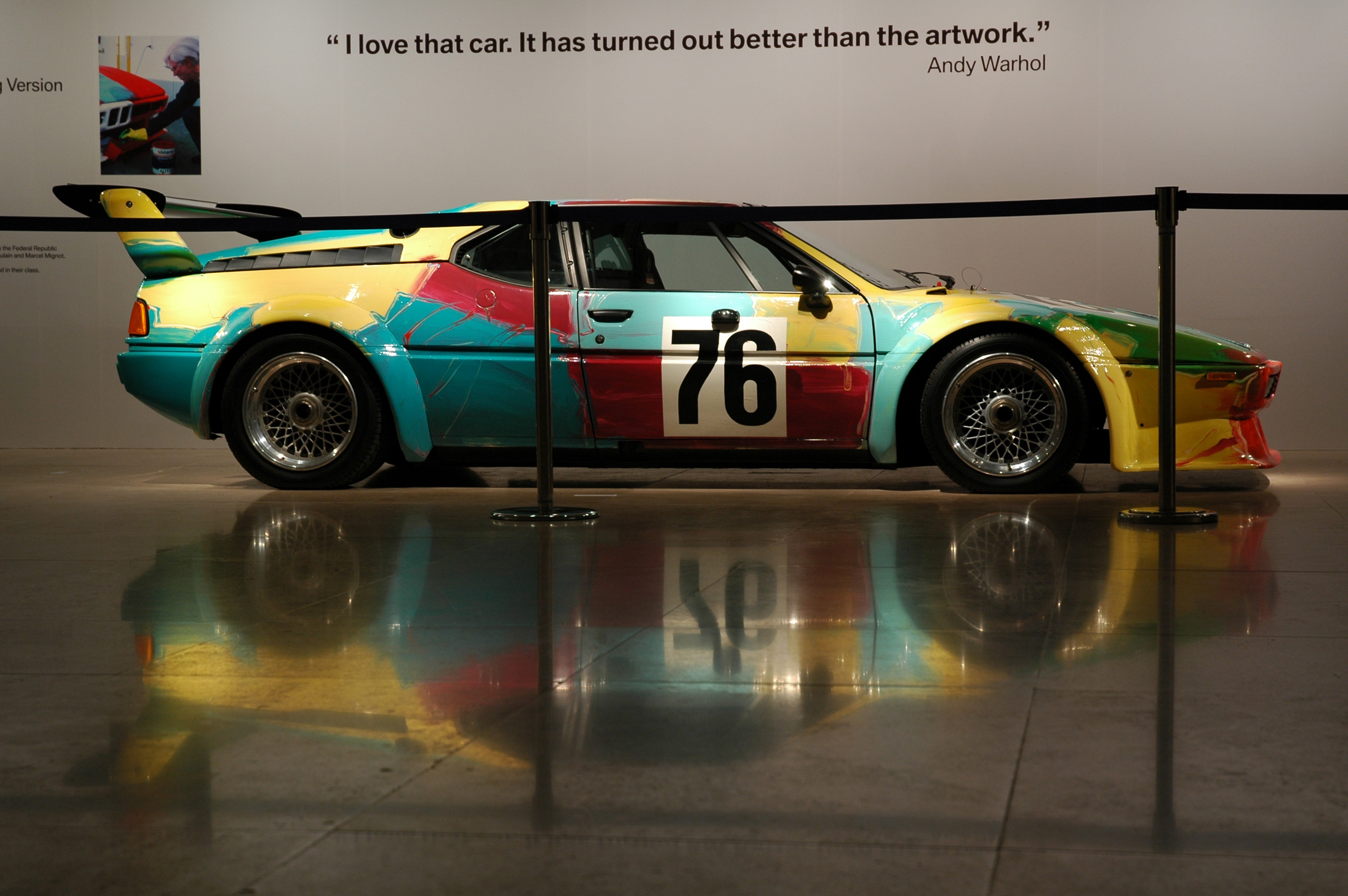
Art car decorado por Andy Warhol.

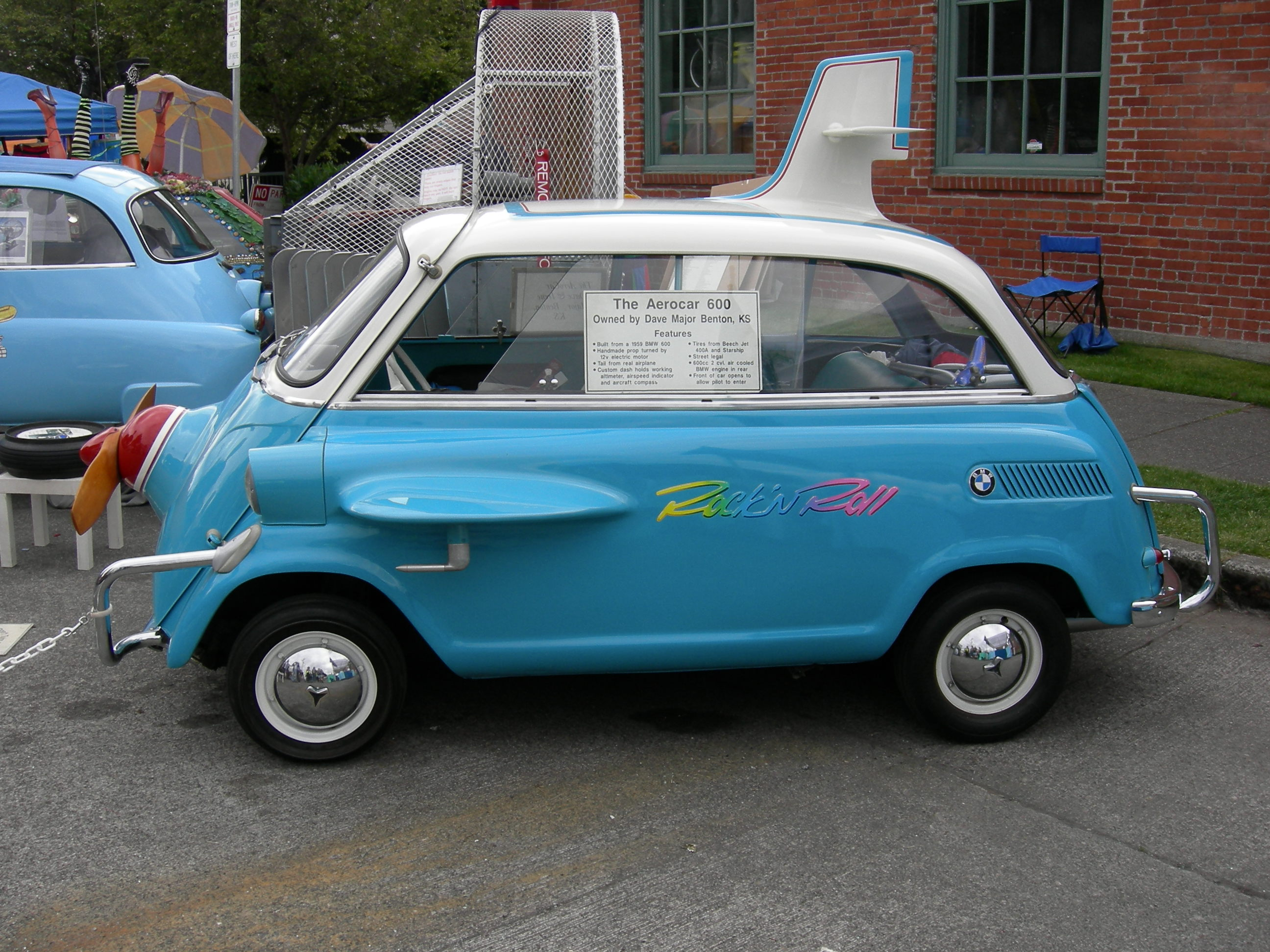
BMW 600, transformado.

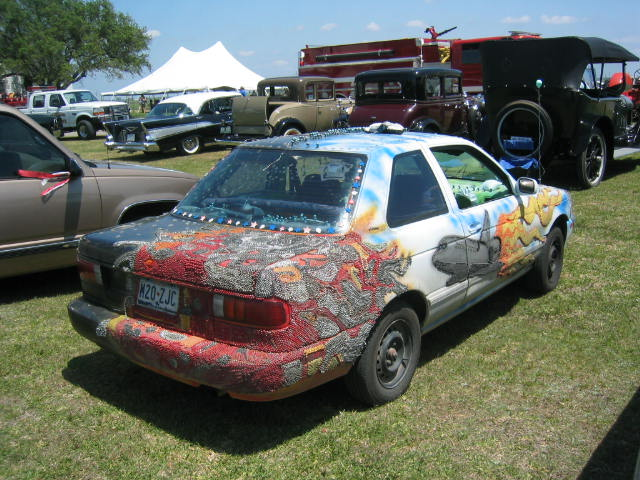
Nissan Sentra.

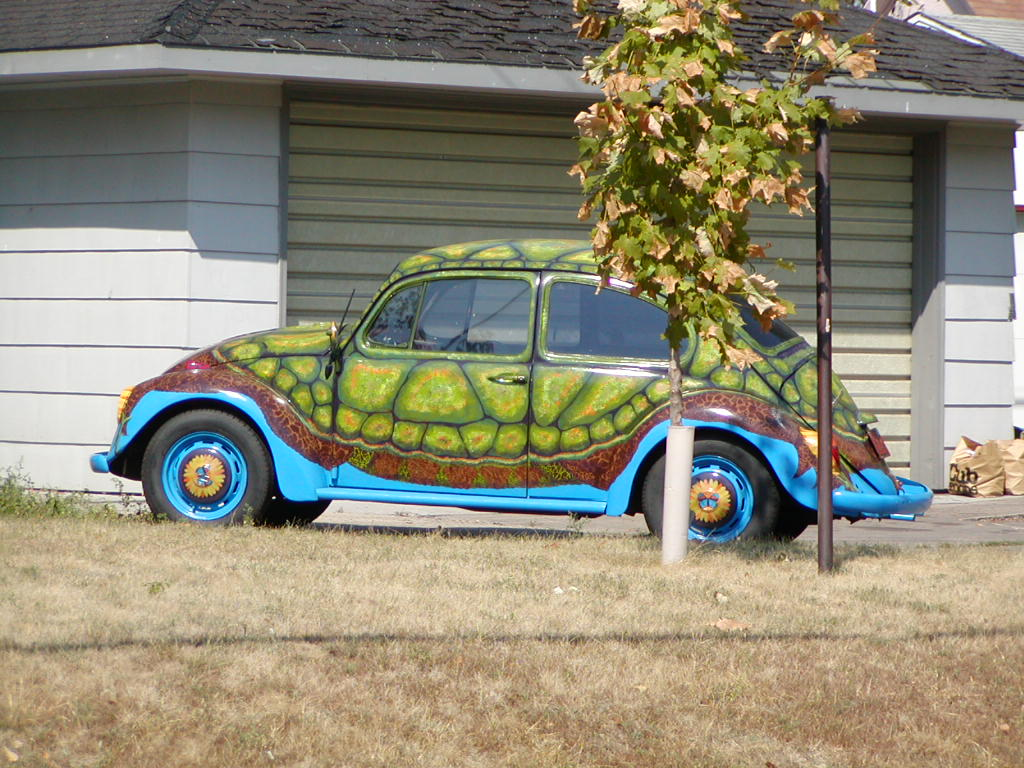
VW Escarabajo.

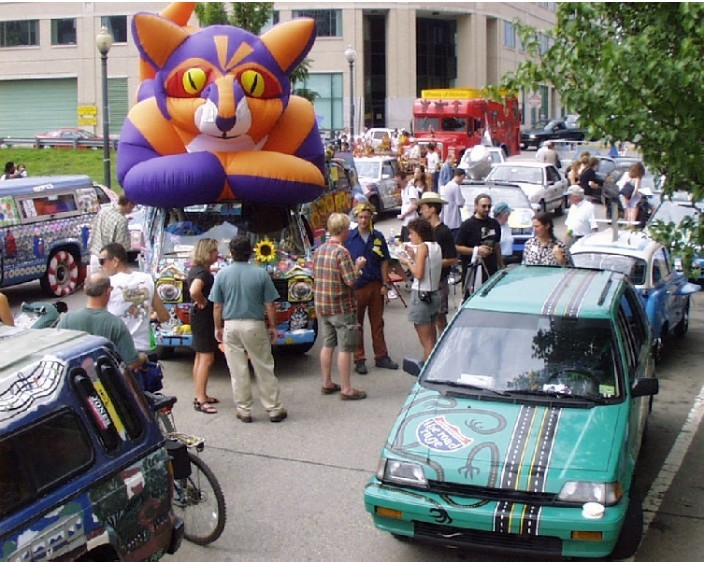
Muestra callejera de art car.

Un art car es conocido como un movimiento que se define por modificar la apariencia de un vehículo , la intención de esta modificación es reflejar una expresión artística personal. Los artistas que promueven este movimiento normalmente decoran su propio auto, en muchas ocasiones los propietarios también visten de una manera muy similar a la decoración de sus coches.
Estos automóviles proceden de propietarios de todas las clases sociales; y muestran creencias y filosofías y preferencias por todos los grupos políticos.
Un aspecto importante de los art car y sus artistas es la creencia general de que no existen estándares. Idealmente esta forma de expresión promueve que no existen superestrellas; y tampoco existen coches mejores que otros. Los art car son únicos, en el sentido de que no existen ni buenos ni malos. 
Sus artistas suelen ser personas anónimas sin entrenamiento artístico. La mayoría son autodidactas y autofinanciados en el tema, aunque algunos artistas de importancia han plasmado sus trabajos en un art car. Algunos consideran que su trabajo se hace para buscar ingresos; otros como auténticas obras de arte. La mayoría considera que crear y conducir sus automóviles es su recompensa. Artistas bien conocidos como Roy Lichtenstein y Andy Warhol han decorado algunos coches de competición, como BMW Serie 3 y BMW M1 respectivamente.
Los art car pueden usarse como coches normales. Hay muchos encerrados en camiones esperando a alguna muestra o exposición, y nunca han sido conducidos. Otros se pueden encontrar desde el aparcamiento del supermercado hasta dentro de los museos. Algunos artistas nunca alquilarían sus creaciones, pero otros las venden para ganar dinero.

## Estilos
Los art car son expresiones públicas y móviles de la necesidad artística de crear. A menudo, los art car actuales derivan están inspirados en la cultura popular. Otros, de todos modos, son creados por artistas visionarios, con la intención de expresar complejas visiones, filosofías e ideas. Hay un amplio y variado espectro de propósitos sobre los art car. Al crearlos, se transforman el interior y exterior venidos de fábrica para modificarlos en expresiones de ideas, valores, creencias y sueños personales. Los hay desde coches pintados con imaginación hasta extrañas fantasías cuyas carrocerías originales se esconden bajo una apariencia nueva.
Los temas posteriores se han expandido, siendo más satíricos u oscuros. Uno de los más cómicos e inventivos de los últimos tiempos se llama el "Student Driver", con mensajes dirigidos hacia la enseñanza. Se incluyen mensajes políticos cuando un artista se da cuenta de que pueden sacar provecho de la atención que consiguen por las calles sus coches. Existen modificaciones basadas en la ciencia ficción y en temas góticos; al igual que el surrealismo.
Se deben realizar siempre teniendo en cuenta las normas legales. De todas formas, los artistas que se paran a leer detenidamente las normas, se pueden sorprender al comprobar cuán amplio es el margen de modificación, al menos en EE. UU.